# La Rage (chanson)
Pistes de Où veux-tu qu'je r'garde ?
Toujours être ailleurs Pyromane
La Rage est une chanson du groupe Noir Désir parue sur le premier album Où veux-tu qu'je r'garde ? en 1987.
Noir Désir y évoque ici toute la rage qu'il déversera ensuite.